# سعد بن عبد الرحمن البواردي
سعد بن عبد الرحمن البواردي (1348- 1446 هـ / 1930- 2025 م) أديب سعودي، شاعر وقاصٌّ وكاتب مقالة، يُعَدُّ من روَّاد الصِّحافة في المملكة العربية السعودية بإنشائه مجلة "الإشعاع" في الخُبَر عام 1375هـ/ 1955م. عُرف بكتابة المقالة ولا سيَّما زاويته الشهيرة "استراحة داخل صومعة الفكر" التي كتبها على مدار عقود في جريدة الجزيرة، وله العديد من الإصدارات الشعرية والنثرية منها "حتى لا نفقد الذاكرة"، و"قصائد تخاطب الإنسان". حصل على وسام الملك عبد العزيز من الدرجة الأولى عام 2014.

## ولادته ونشأته

سعد البواردي في شبابه

وُلد سعد بن عبد الرحمن بن محمد البواردي في محافظة شَقْراء عام 1348هـ/ 1930م، كان والده أميرًا لشقراء وشاعرًا شعبيًّا، وقد توفي ولم يبلغ ابنه سعد الثالثة عشرة من عمره. انتقل الابن من شقراء إلى عُنَيزة بالقَصِيم لمواصلة دراسته، ثم التحقَ بمدرسة دار التوحيد الإعدادية في الطائف، ولم يتمَّ دراسته فيها.
اضطرَّته ظروف الحياة للانتقال إلى المِنطقة الشرقية للعمل، ولم يحصل على أيِّ شهادة سوى شهادة الدراسة الابتدائية، ولكنه ظلَّ مواصلًا تعليمه الذاتي بالقراءة والمطالعة. اشتغل في الأحساء عاملَ ميزان، ثم انتقل إلى الخُبَر وعمل بها موظفًا في أحد مكاتب التجَّار، ثم عمل بائعًا لقطع غيار السيارات لدى شركة عبد اللطيف العيسى، قبل أن يدخل مَيدان الصِّحافة مصادفة.

## عمله ونشاطه
تولَّى عددًا من الوظائف الإدارية في وِزارة المعارف السعودية (وِزارة التعليم حاليًّا)، فعمل مديرًا لإدارة العَلاقات العامَّة فيها إضافة إلى إدارة مجلة المعرفة، وسكرتيرَ المجلس الأعلى للتعليم، وسكرتيرَ المجلس الأعلى للعلوم والفنون والآداب. ثم ملحقًا ثقافيًّا للوِزارة للشؤون الإعلامية في كلٍّ من بيروت ثم القاهرة، إلى أن أحيل على التقاعد عام 1409هـ/ 1989م.
كان له نشاط ثقافي وأدبي متنوِّع، وتجرِبة صَحَفية ثرية في مجلة المعرفة، ثم في مجلته "الإشعاع" التي أنشأها في الخُبَر عام 1375هـ/ 1955م، وبذلك يُعَدُّ من رُوَّاد الصِّحافة في المملكة العربية السعودية. وقد نشر مقالاته وقصصه وقصائده في عدد من الصُّحُف والمجلَّات، منها: اليمامة، والجزيرة، واليوم، والمسائية، وقريش، والأضواء، والرائد، والفيصل، والمعرفة الجديدة، والمجلة العربية، والحرس الوطني.
وكانت له زوايا صحفية ثابتة مشهورة، منها زوايا أسبوعية في صحيفة اليمامة بعنوان: من النافذة، والباب المفتوح، ومع الناس. وزاوية يومية في صحيفة الجزيرة بعنوان: السلام عليكم. وزاوية يومية في صحيفة المسائية بعنوان: عالم فوق صفيح ساخن. وزاوية يومية في صحيفة اليوم بعنوان: نافذة على عالمنا العجيب. ومن الزوايا التي كتبها واشتهرت: أفكار مضغوطة، واستراحة داخل صومعة الفكر.
وهو عضو مجلس أمناء مركز حمد الجاسر الثقافي.

## مجلة الإشعاع
أصدر سعد البواردي مجلة «الإشعاع»، في المحرَّم 1375هـ/ سبتمبر (أيلول) 1955م، في مدينة الخُبَر شرقيَّ السعودية، وهي مجلة أدبية اجتماعية شهرية، وتُعنى عناية خاصَّة بالشعر والموضوعات الاجتماعية والقومية، ولكنها لم تستمرَّ سوى عامين، وصدر منها ثلاثة وعشرون عددًا، جُمعت في مجلد واحد صدر عن دار المُفردات للنشر والتوزيع بالرياض، عام 1431هـ/ 2010م.
يقول البواردي في سيرته "شريط الذكريات" عن ظروف ولادة المجلة: «لم يكن للإشعاع مكتب، ولم يكن لها أسرة تحرير، بل لم يكن لها عنوان. أمَّا ميزانيتها فهي خمس مئة ريال للألف نسخة، التي حُدِّدت كحدٍّ أقصى ثابت لم يتغيَّر إلى حين توقفها». ويقول عن الصعوبات التي واجهته في الإشعاع أيضًا: «كنت - للأسف - كلَّ أسرة تحريرها، بل أكاد أقول كلَّ كتَّابها. تحت هذه العناوين جاءت الكتابات متواضعة إلى أقصى حد.. سعد البواردي، س. ب، فتى الوشم، أبو سمير، أبو نازك، كانت ميزانيتها تقتطِع من مرتبي الصغير أكثر من نصفه، لا يهم، المهم أن تبقى المجلة أطولَ أمد ممكن».

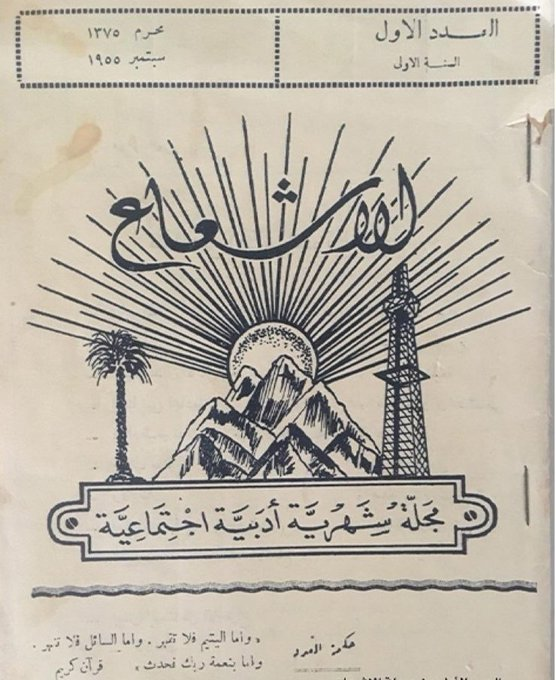
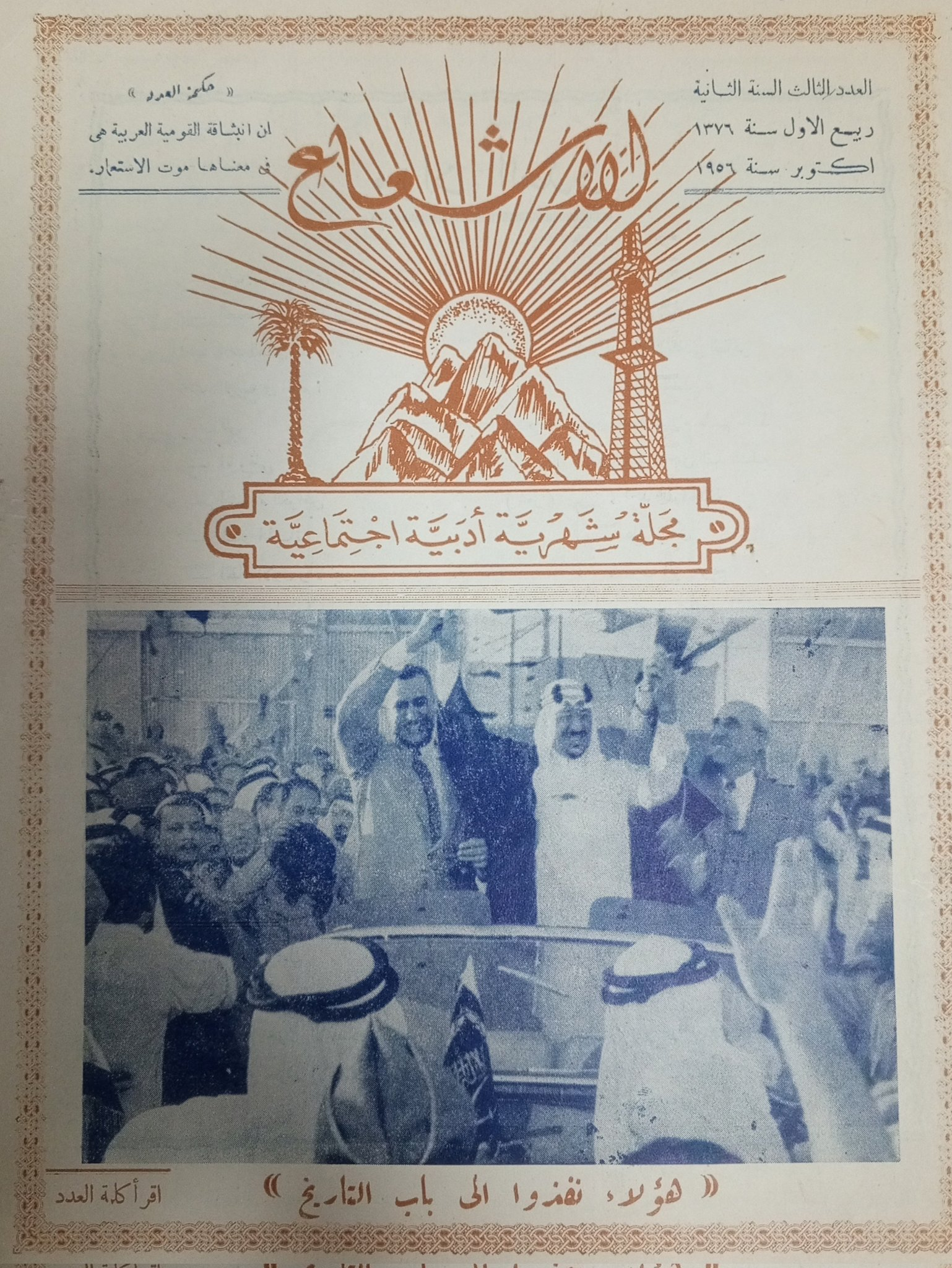

## مؤلفاته وآثاره

### في الشعر
1. (أغنية العودة) دار الإشعاع، 1378هـ/ 1962م.[13]
2. (ذرَّات في الأفق) دار الإشعاع، 1382هـ/ 1962م.
3. (لقَطات ملوَّنة) دار الإشعاع، 1383هـ/ 1963م.
4. (صفارة الإنذار) دار الإشعاع، 1387هـ/ 1967م.
5. (رباعياتي) دار الإشعاع، 1391هـ/ 1971م.
6. (أغنيات لبلادي) ديوان شعر، نادي الرياض الأدبي، 1401هـ/ 1981م.[14]
7. (إبحار ولا بحر) دار الإشعاع، 1404هـ/ 1984م.
8. (قصائد تتوكأ على عُكاز) نادي الطائف الأدبي، 1408هـ/ 1988م.
9. (قصائد تخاطب الإنسان) دار الصافي، 1409هـ/ 1989م.
10. (حلم طفولي) اثنينية عبد المقصود خوجة، 1421هـ/ 2000م.[15]

### في النثر
1. (فلسفة المجانين) دار الإشعاع، 1377هـ. ط2، دار تهامة، 1401هـ/ 1981م.
2. (شبح من فلسطين) مجموعة قصصية، دار الإشعاع، 1377هـ، وصدرت في القاهرة دون تاريخ.
3. (أجراس المجتمع) دار الإشعاع، 1383هـ.
4. (ثرثرة الصباح) دار الإشعاع، 1384هـ، 1393هـ/ 1973م.
5. (حتى لا نفقد الذاكرة) دار تهامة، 1385هـ.
6. (وللسلام كلام) الجمعية السعودية للثقافة والفنون، 1401هـ/ 1981م.
7. (رسائل إلى نازك) نادي الطائف الأدبي، 1406هـ.
8. (حروف تبحث عن هُويَّة) نادي المنطقة الشرقية الأدبي، 1419هـ/ 1998م.
9. (إطلالة حول العالم) مركز حمد الجاسر الثقافي، 1431هـ/ 2010.[16]
10. (استراحة داخل صومعة الفكر) دار المفردات، 1431هـ/ 2010.[17] صدر منه ستة أجزاء.
11. (كلمات للحياة) دار المفردات، 1432هـ.[18]
12. (أفكار مضغوطة) دار المفردات، 1433هـ.[19]
13. (ثرثرة الظهيرة) دار المفردات، 1436هـ/ 2015.[20]
14. (شريط الذكريات) دار المفردات، 1436هـ/ 2015. دوَّن فيه ملامحَ من سيرته الذاتية.
15. (نافذة على عالمنا العجيب) دار المفردات، 1436هـ/ 2015.

### مؤلفات
1. (تجرِبتي مع الشعر الشعبي) دار المفردات، 1431هـ/ 2010م.[21]
2. (أبيات وبيات) دار المفردات، 1431هـ/ 2010م.[22]
3. (مثل شعبي في قصة) 1433هـ/ 2012م.[23]

ذكر البواردي في المجلد الخامس من كتابه (استراحة داخل صومعة الفكر) أن لديه مؤلفات كثيرة تنتظر النشر، بعضها دواوينُ شعرية، وبعضها قصص، وبعضها مؤلفات نثرية منها: "من يشتري التاريخ مني"، و"عفوًا بغداد"، و"الجراح حين تتكلم"، و"أبيات محظورة"، و"عازف على قيثارة الزمن"، و"كل الأشعار لا تقتل الظمأ"، و"همهمات شعرية"، و"قصائد للصغار"، و"الموجة قادمة من القاع"، و"عناقيد في كرمة صغيرة"، و"قيثارة الوجع"، و"رسائل مفتوحة"، و"قصائد قاصرة النمو"، وغيرها.

أول دواوينه الشعرية
أول أعماله النثرية
أشهر أعماله الأدبية

## إصدارات عنه
- (سعد البواردي شاعرًا) تأليف عبد العزيز حمود البلوي، مؤسسة الانتشار، 2015م.[25]
- (قضايا الإنسان في شعر سعد البواردي دراسة موضوعية فنية) تأليف د. مفرح بن إدريس أحمد سيِّد، جامعة أم القرى، 1436هـ/ 2015م.[26]

## تكريمه
- فاز بجائزة جريدة البلاد السعودية عن كتابته القصَّة عام 1364هـ/ 1945م.[27]
- كُرِّم في مهرجان الجنادرية 29، عام 1435هـ/ 2014م.
- قلَّده الملك سلمان بن عبد العزيز آل سعود في فبراير من عام 2014 وسام الملك عبد العزيز من الدرجة الأولى، تقديرًا لنشاطه الأدبي والثقافي على مدار 60 عامًا.[28]
- كرَّمته ثلوثية محمد المشوِّح بالرياض، بتاريخ 26 فبراير (شُباط) 1426هـ.[29]

## شعره
وُصِف البواردي بأنه مؤسس مدرسة الشعر الواقعي في السعودية، وكتب عنه الدكتور حسن الهويمل في كتابه "اتجاهات الشعر المعاصر في نجد" قائلًا: "إن العنصر الأهمَّ في شعر سعد البواردي الواقعية، والرمزية، والرومانتيكية، تحكمه الظروف وتوجِّهه التجرِبة، وتخلقُ إبداعَه الأجواءُ التي يتفاعل تحت تأثيرها".
وقال الدكتور عبد الله بن عبد الرحمن الحيدري: "البواردي شاعر واقعي... وهو أكثر الشعراء السعوديين التصاقًا بمدرسة الشعر الواقعية، ودعوة إليها، وأوسعهم ثقافة، وأكثرهم تنوُّعًا واستكمالًا لأفكارها. ويجيء شعره الواقعي أحيانًا ممتزجًا بالصور الرومانسية الرقيقة، ونراه يلوذ بالرمز كثيرًا ولا سيَّما حين يريد الانصهار في الجماعة، والتعبير عن قضايا الأمَّة؛ لاصطدام أفكاره الاجتماعية بالواقع والعُرف".

### نموذج من شعره[31]

#### الله رب الخلق
من أبرز قصائده أنشودة "الله ربُّ الخلق" التي كانت تُدرَّس للأطفال في المرحلة الابتدائية في مدارس المملكة العربية السعودية، وتقول أبياتها:

## أسرته
البواردي متزوِّج ولديه ابنان وابنتان، هم: عبد الرحمن، ونازك، وفدوى، ووليد.
ابنته فدوى سعد البواردي كاتبة وباحثة، وخبيرة في التقنية والتخطيط الإستراتيجي، ولها كتاب بعنوان "مكافحة الفساد تحدِّيات الذكاء الاصطناعي والأمن السيبراني" بالاشتراك.

## وفاته
توفي سعد البواردي في الرياض، يوم الأحد 22 شوَّال 1446هـ الموافق 20 أبريل (نَيْسان) 2025م، عن عمر ناهز ستًّا وتسعين سنة. وصُلِّي عليه في اليوم التالي الاثنين بعد صلاة العصر في جامع عبد الله المهيني، ثم دُفن في مقبرة الشَّمال.

## الملاحظات
1. ↑  في "قاموس الأدب والأدباء في السعودية" 1/ 142:  صدرت المجلة سنة 1375هـ/ 1956م! والصواب أنه كان في شهر سبتمبر عام 1955، الموافق المحرَّم 1375هـ.

## وصلات خارجية
- سعد بن عبد الرحمن البواردي على موقع أرشيف الشارخ
- وفاة الأديب والشاعر سعد البواردي عن عمر ناهز 96 عامًا
- لقاء مع الشاعر سعد البواردي